# Gilcrest (Colorado)
Gilcrest es un pueblo situado en el condado de Weld, Colorado, Estados Unidos. Tiene una población estimada, a mediados de 2023, de 1020 habitantes.

## Geografía
La localidad está ubicada en las coordenadas 40°17′3″N 104°46′55″O / 40.28417, -104.78194. Según la Oficina del Censo, tiene una superficie de 2.10 km², correspondientes en su totalidad a tierra firme.

## Demografía
Según el censo de 2020, en ese momento había 1029 personas residiendo en la localidad. La densidad de población era de 490 hab./km². El 61.42% de los habitantes eran blancos, el 0.29% eran afroamericanos, el 0.97% eran amerindios, el 0.49% eran asiáticos, el 23.71% eran de otras razas y el 13.12% eran de una mezcla de razas. Del total de la población, el 52.38% eran hispanos o latinos de cualquier raza.